# ليزا براون
ليزا براون (بالإنجليزية: Lisa Brown)‏ هي رسامة توضيحية أمريكية، ولدت في 12 يناير 1972.